# Silene monbeigii
Silene monbeigii är en nejlikväxtart som beskrevs av William Wright Smith. Silene monbeigii ingår i släktet glimmar, och familjen nejlikväxter. Inga underarter finns listade i Catalogue of Life.